# Prosoplus strenuus
Prosoplus strenuus är en skalbaggsart som först beskrevs av Francis Polkinghorne Pascoe 1864.  Prosoplus strenuus ingår i släktet Prosoplus och familjen långhorningar. Inga underarter finns listade i Catalogue of Life.